# Paul Chadwick
Paul Chadwick é um autor norte-americano de histórias em quadrinhos. Foi indicado ao Eisner Awarde de "Melhor Escritor" em 1988 por seu trabalho na série Concreto. No mesmo ano, foi também indicado para a categoria "Melhor Escritor e Desenhista", também sem vitória.. Nesta segunda categoria, o trabalho de Chadwick na série lhe renderia vitórias em 1989 e 2005 e indicações em 1992 e 1995